# تفاعلات ضائرة جلدية شديدة
التفاعلات الضائرة الجلدية الشديدة هي مجموعة من التفاعلات الدوائية الضائرة التي قد تكون مميتة وتشمل الجلد والأغشية المخاطية لفتحات الجسم المختلفة مثل العينين والأذنين وداخل الأنف والفم والشفتين. في الحالات الأكثر شدة، تتضمن التفاعلات الضائرة الجلدية الشديدة أيضًا ضررًا خطيرًا للأعضاء الداخلية. تشمل التفاعلات الضائرة الجلدية الشديدة خمس متلازمات: التفاعل الدوائي المترافق مع فرط الحمضات والأعراض الجهازية (وتسمى أيضًا متلازمة فرط الحساسية المُحدث بالأدوية)؛ متلازمة ستيفنس جونسون؛ تقشر الأنسجة المتموتة البشروية التسممي، متلازمة ستيفنس جونسون/تقشر الأنسجة المتموتة البشروية التسممي؛ البثار الطفحي الحاد المعمم. للاضطرابات الخمسة نفس الفزيولوجيا المرضية، أي نفس الآليات المسببة للمرض، والتي تُستخدم وتُطور استراتيجيات جديدة من أجلها لتحديد الأفراد المؤهبين للتفاعلات الضائرة الجلدية الشديدة التي تحرضها أدوية معينة وبالتالي ضرورة تجنب العلاج بها. يعد الطفح البقعي الحطاطي شكل خفيف وحميد من التفاعلات الجلدية الضائرة المحدثة بالأدوية؛ رغم عدم تصنيفها ضمن مجموعة التفاعلات الضائرة الجلدية الشديدة، تشترك معها في فزيولوجيا مرضية مشابهة وتسببها بعض الأدوية نفسها التي تسبب التفاعلات الضائرة الجلدية الشديدة.
تعد التفاعلات الدوائية الضائرة مشاكل علاجية كبيرة تصيب نحو 20% من المرضى الداخليين و25% من مرضى العيادات الخارجية. تأخذ نحو 90% من هذه التفاعلات الضائرة شكل طفح حصبي حميد وتفاعلات فرط حساسية محدثة بالأدوية مثل الطفح البقعي الحطاطي. مع ذلك، تشمل أيضًا تفاعلات أكثر خطورة: أ) تفاعلات الحساسية الكاذبة التي يحفز فيها الدواء الخلايا البدينة والخلايا القاعدية و/أو الخلايا الحمضية لإطلاق وسائط محرضة للحساسية (مثل الهستامين)؛ ب) تفاعلات فرط التحسس من النمط الأول والثاني والثالث للجهاز المناعي التكيفي بوساطة الغلوبيولين المناعي هـ والغلوبيولين المناعي ج و/أو الغلوبيولين المناعي م؛ ج) التفاعلات الضائرة الجلدية الشديدة والطفح البقعي الحطاطي والتي تعد تفاعلات فرط حساسية من النمط الرابع للجهاز المناعي الفطري التي تحفزها الخلايا اللمفاوية التائية وتتواسطها أنواع مختلفة من خلايا الدم البيضاء والسيتوكينات.
تفاعلات فرط الحساسية من النمط الرابع هي تفاعلات دوائية خارج الهدف، أي التفاعلات التي يسبب فيها الدواء سمية من خلال التأثير على هدف بيولوجي غير الهدف المقصود. إنها تفاعلات فرط الحساسية المتأخرة التي تحرضها الخلايا التائية والتي تحدث بشكل انتقائي لدى الأفراد المؤهبين لحدوثها بسبب الأنماط الجينية لمستضدات الكريات البيضاء البشرية أو مستقبلات الخلايا التائية التي يعبرون عنها؛ والكفاءة التي يحدث فيها امتصاص الأدوية، وتوزيعها إلى الأنسجة، واستقلابها، وإزالتها أو إزالة مستقلباتها؛ أو تفاعلات فرط حساسية أقل وضوحًا.
تعتبر التفاعلات الضائرة الجلدية الشديدة هنا مجموعة يُركز على أوجه التشابه والاختلاف فيما بينها في الفزيولوجيا المرضية والأعراض السريرية والأدوية المحفزة والتوصيات لتجنب الأدوية المسببة لها.

## الفزيولوجيا المرضية
يكون الأفراد مؤهبين لتطوير التفاعلات الضائرة الجلدية الشديدة استجابةً لدواء معين بناءً على أنواع مستضدات الكريات البيضاء البشرية ومستقبلات الخلايا التائية التي يعبرون عنها؛ وقدرتهم على تحمل دواء محرض أو مستقلبه؛ وعوامل أخرى أقل تحديدًا. تنتج هذه الاستعدادات عن أليل مستضد الكريات البيضاء البشرية ومتغيرات مستقبلات الخلايا التائية التي يعبر عنها الأفراد في مسارات المناعة الخاصة بتجلية المستضد؛ بالإضافة إلى «إيه دي إم إي» الخاصة بهم، أي كفاءة عمليات الامتصاص، والتوزيع، والاستقلاب، و/أو إزالة الدواء أو مستقلبه؛ وعوامل أخرى أقل تحديدًا.